# Acraea smithii
Acraea smithii är en fjärilsart som beskrevs av Paul Mabille 1879. Acraea smithii ingår i släktet Acraea och familjen praktfjärilar. Inga underarter finns listade i Catalogue of Life.